# Dieudonné Dolassem
Dieudonné Dolassem est un judoka camerounais né le 4 septembre 1979 à Yaoundé. Il évolue dans la catégorie des -90 kg et a depuis 2008 été régulièrement médaillé dans les Championnats d'Afrique. Originaire de la Bénoué il est le fils de Dolassem Louis et Naromel Carole.
Bien que formé à Ngaoundéré, c'est à 23 ans qu'il intègre le Panthers Judo Club où il récite ses gammes et devient le champion national impitoyable sur les tatamis du Cameroun.

## Carrière
En 2012, il participe aux Jeux olympiques de Londres. Il est éliminé au premier tour par le géorgien Varlam Liparteliani, champion d'Europe en titre.

## Palmarès

### Championnats d'Afrique
- Médaille de bronze aux championnats d'Afrique 2008 toutes catégories
- Médaille d'argent aux championnats d'Afrique 2009 en - 90 kg
- Médaille d'argent aux championnats d'Afrique 2010 en - 90 kg
- Médaille de bronze aux championnats d'Afrique 2010 toutes catégories
- Médaille de bronze aux championnats d'Afrique 2011 en - 90 kg
- Médaille d'or aux championnats d'Afrique 2012 en - 90 kg
- Médaille de bronze aux championnats d'Afrique 2013 toutes catégories
- Médaille de bronze aux championnats d'Afrique 2014 toutes catégories
- Médaille d'argent aux championnats d'Afrique 2015 toutes catégories
- Médaille d'argent aux championnats d'Afrique 2016 toutes catégories
- Médaille d'argent aux championnats d'Afrique 2017 en - 90 kg
- Médaille de bronze aux championnats d'Afrique 2017 toutes catégories
- Médaille de bronze aux championnats d'Afrique 2018 toutes catégories

### Jeux africains
- Médaille de bronze aux Jeux africains de 2011 en -90 kg
- Médaille de bronze aux Jeux africains de 2015 en -90 kg
- Médaille de bronze aux Jeux africains de 2019 en -90 kg

### Autres tournois
- Médaille de bronze aux Jeux de la Francophonie 2005 en -90 kg
- Médaille d'argent au Tournoi de Port Louis 2008 en -90 kg
- Médaille d'or au Tournoi International de la ville de Yaoundé 2008 en -90 kg
- Médaille de bronze au Tournoi de la ville de Tunis 2008 en -90 kg
- Médaille d'argent aux Jeux de la Francophonie 2009 en -90 kg
- Médaille d'or au Tournoi International de la ville de Yaoundé 2014 en -90 kg
- Médaille d'or au Tournoi International de la ville de Yaoundé 2016 en -90 kg

### Championnats du Cameroun
- Médaille d'or aux Championnats du Cameroun 2008 en -90 kg